# Not That Kind (dal)
A Not That Kind Anastacia amerikai énekesnő második kislemeze első, Not That Kind című albumáról.

## Videóklip és remixek
A dal videóklipjét Marc Webb rendezte, és New Yorkban forgatták. Az elején Anastacia egy szórakozóhelyen énekli a dalt, más jelenetekben pedig egy kávézóban beszélget a barátnőjével, megint más jelenetekben egy férfi próbál kikezdeni vele, de Anastacia elküldi. A Kerri Chandler Mixhez is készült klip, mindkettő szerepel a The Video Collection című DVD-n (2002).

### Hivatalos változatok, remixek listája
- Album Version – 3:20
- Single Version – 3:20
- DJ Amanda Remix – 7:45
- Hec Hector Club Mix – 7:50
- Hec Hector Radio Edit – 3:10
- JS Ectasy Mix – 5:49
- Kerri Chandler Mix – 3:34
- Kerri Chandler Organ Dub – 6:52
- Kerri Chandler Vocal Mix – 6:52
- LT’s Not That Dub Mix – 7:13
- Maurice’s Chicken Pox Club Mix – 7:32
- Maurice Joshua’s Chickenpox Mix – 3:33
- Maurice Joshua’s Dubstrumental – 7:03
- Mousse T Remix – 3:25
- Ric Wake Club Final – 7:59
- Ric Wake’s Mix – 4:50
- Ultimix 81 Mix – 6:29
- Ulti-Remix – 6:24

## Számlista
| CD kislemez (Európa) 1. Not That Kind (Album Version) – 3:20 2. Not That Kind (Ric Wake’s Mix) – 4:50 3. Not That Kind (Maurice’s Chicken Pox Club Mix) – 7:32 CD maxi kislemez (Egyesült Királyság) 1. Not That Kind (Album Version) – 3:20 2. Not That Kind (Kerri Chandler Vocal Mix) – 3:34 3. Not That Kind (Maurice’s Chicken Pox Club Mix) – 7:32 4. Not That Kind (videóklip) CD maxi kislemez (USA) 1. Not That Kind (Album Version) – 3:20 2. Not That Kind (Kerri Chandler Mix - Radio Edit) – 3:46 3. Not That Kind (Maurice Joshua’s Chickenpox Mix) – 3:33 4. Black Roses – 3:38 5. I’m Outta Love (videóklip) CD maxi kislemez (Európa) 1. Not That Kind (Album Version) – 3:20 2. Not That Kind (Ric Wake Club Final) – 7:59 3. Not That Kind (Kerri Chandler Mix) – 3:34 4. Not That Kind (Maurice Joshua’s Chickenpox Mix) – 3:33 5. Not That Kind (LT’s Not That Dub Mix) – 7:13 | CD maxi kislemez (Ausztrália) 1. Not That Kind (Album Version) – 3:20 2. Nothin’ at All – 4:29 3. I’m Outta Love (Matty’s Soulflower Mix) – 5:56 4. Not That Kind (Ric Wake Club Final) – 7:58 5. Not That Kind (Kerri Chandler Vocal Mix) – 6:52 6. Not That Kind (Kerri Chandler Organ Dub) – 6:52 7. Not That Kind (Maurice’s Chicken Pox Club Mix) – 7:32 Promocionális CD kislemez (Európa) 1. Not That Kind (Album Version) – 3:20 2. Not That Kind (Hex Hector Radio Edit) – 3:16 12" maxi kislemez (Egyesült Királyság) A1. Not That Kind (Kerri Chandler Vocal Mix) – 6:52 B1. Not That Kind (Maurice’s Chicken Pox Club Mix) – 7:32 B2. Not That Kind (Ric Wake’s Mix) – 4:50 12" maxi kislemez (USA) A1. Not That Kind (Kerri Chandler Vocal Mix) – 6:52 A2. Not That Kind (JS Ecstasy Mix) – 5:49 B1. Not That Kind (Ric Wake Club Final) – 7:59 B2. Not That Kind (Maurice’s Chicken Pox Club Mix) – 7:32 |

## Helyezések és minősítések

### Helyezések
| Slágerlista (2000/2001)           | Legmagasabb helyezés |
| --------------------------------- | -------------------- |
| Ausztrál kislemezlista            | 21                   |
| Brit kislemezlista                | 11                   |
| Belga kislemezlista (Flandria)    | 37                   |
| Belga kislemezlista (Vallónia)    | 12                   |
| Francia kislemezlista             | 13                   |
| Holland Top 40                    | 26                   |
| Ír kislemezlista                  | 14                   |
| Német kislemezlista               | 56                   |
| Olasz kislemezlista               | 9                    |
| Osztrák kislemezlista             | 68                   |
| Svájci kislemezlista              | 18                   |
| Svéd kislemezlista                | 49                   |
| USA Billboard Hot Dance Club Play | 9                    |
| Új-zélandi kislemezlista          | 22                   |

### Minősítések
| Ország        | Minősítés  |
| ------------- | ---------- |
| Franciaország | Ezüstlemez |